# 中華民国国務院
国務院（こくむいん）は、1912年4月12日設立の中華民国北洋政府の最高行政機関。

## 沿革
1912年4月21日、中華民国政府が国務院を設立。
1915年5月1日、袁世凱が自身への権力集中の為に「中華民国約法」を改め、国務院の廃止，政事堂の設置，国務総理の廃止，国務卿の設置、そして、もはや独立行政権力機関ではない政事堂附屬大總統府の設置を行った。
1917年5月8日、国務院が再建される。第二次国共内戦後、段祺瑞は1925年（中華民国14年）11月24日、総統と国務院の権限を統合し、国務院と国務総理を廃止して臨時支配者となり、12月26日に復権を果たした。張作霖は1927年（民国16年）6月18日に中華民軍政府を樹立し、自らを中華民国安国海陸軍大元帥（安国軍政府）に任命し、同時に国務院と国務総理を設置した。
かつての国務院は、秘書庁及び秘書長を置き、更に課に分かれた。 国務院傘下の省庁としては、南京臨時政府には、陸軍部、海軍部、司法部、外交部、財政部、内務部、教育部、実業部、交通部の9つの部（日本の省に相当）が置かれた。首都が北京に移った後、国務院には外交部、内務部、財政部、陸軍部、海軍部、司法部、教育部、農林部、工商部、交通部の10部が置かれ、後に農林部と工商部が廃止され農商部が設立された。中華民国軍政府下では、外交部、軍事部、内務部、財政部、司法部、教育部、実業部、農工部、交通部の9つの部があった。
1928年6月3日、張作霖が北京から撤退し，国務院は安國軍政府とともに瓦解、国民政府が名義上、中国を統一し，政府首脳は国務総理から行政院院長に改められた。